# RPG-18
RPG-18 Mukha hay TKB-076 với mã GRAU là 6G12 là loại súng phóng tên lửa vác vai sử dụng một lần được phát triển bởi TsKIB SOO (Cục Trung ương dành cho Thể thao và Săn bắn, một phần của Cục Thiết kế Công cụ KBP) và đưa vào sử dụng tại Liên Xô năm 1972. Súng được phát triển theo ý tưởng của khẩu M72 LAW khi nhận được báo cáo về việc sử dụng nó trong cuộc chiến tranh Việt Nam. Vẻ ngoài của ống phóng RPG-18 rất giống M72 nhưng nó dùng loại đạn cũng như có một số thiết kế khác. Loại súng này đã bị thay thế hoàn toàn bởi khẩu RPG-22 trong lực lượng quân đội Nga.

## Thiết kế
RPG-18 là loại dùng một lần rồi bỏ, tên lửa được đặt sẵn trong ống ngay từ khi chế tạo và khi phóng ra tên lửa sẽ bật các đuôi giữ ổn định đường bay của mình ra. Ống phóng chia làm hai phần, một làm bằng sợi thủy tinh bao bên ngoài và một làm bằng nhôm bên trong. Ống nhôm sẽ nằm trong ống sợi thủy tinh để tiết kiệm không gian khi di chuyển, nắp đậy đầu và đuôi của ống cũng đóng trong chế độ này, khi chuẩn bị bắn ống nhôm sẽ được kéo ra và nắp phía trước cũng sẽ tự động mở ra cũng như thước ngắm sẽ tự động bật lên. Súng có cơ chế khóa không cho điểm hỏa khi ống chưa kéo ra hết.
Tên lửa được đặc trong ống nhôm, khi bắn tên lửa sẽ xoay khoảng 10 vòng/giây ngay từ trong ống để tăng độ ổn định đường đạn cho độ chính xác cao hơn. Nút điểm hỏa nằm ngay phía trước khe ngắm.
Hệ thống ngắm cơ bản của súng là điểm ruồi và thang ngắm nhưng khe ngắm của súng có hai loại một phía trên dùng cho khi nhiệt độ xung quanh từ 0°С đến -50°С, một phía dưới dùng khi khi nhiệt độ từ 0°С đến +50°С. Có một miếng che sẽ luôn che một trong hai khe ngắm này. Thang ngắm có 4 mức 5, 10, 15 và 20 tương ứng 50m, 100m, 150m và 200m. Tên lửa sử dụng đầu đạn lõm nếu đâm trúng trực diện sẽ xuyên 300 mm giáp thép còn trệch góc 60° sẽ xuyên 150 mm. Nếu không thấy mục tiêu đạn sẽ tự hủy sau khi bay một quãng dài.
Súng ban đầu được dùng như một loại vũ khí chống tăng nhưng sau đó được nâng cấp lên để có khả năng chống lại nhiều loại mục tiêu khác.

## Các nước sử dụng
- Abkhazia
- Azerbaijan
- Armenia
- Afghanistan
- Belarus
- Estonia
- Gruzia
- Kazakhstan
- Kyrgyzstan
- Latvia
- Lithuania
- Moldova
- Nam Ossetia
- Nga
- Transnistria
- Tajikistan
- Turkmenistan
- Uzbekistan
- Ukraine
- Angola
- Việt Nam
- Các nhóm vũ trang khác ở châu Âu, châu Á và châu Phi.